# ヴァールブルクの戦い
ヴァールブルクの戦い（ドイツ語: Schlacht bei Warburg）は七年戦争（1756年-1763年）中の1760年7月31日、現在のノルトライン＝ヴェストファーレン州、ヴァールブルク付近で生起した戦闘である。そこでフェルディナント・フォン・ブラウンシュヴァイク＝ヴォルフェンビュッテル大将率いるブラウンシュヴァイク＝リューネブルク（ハノーファー選帝侯領）、ブラウンシュヴァイク＝ヴォルフェンビュッテル、ヘッセン＝カッセル、シャウムブルク＝リッペ及びイギリス各国の連合軍がムイ伯爵中将指揮下のやや優勢なフランス軍を破った。
この勝利によって連合軍はヘッセン＝カッセルからの後退を強いられたものの、少なくともディーメル川の戦線の維持をもってヴェストファーレンの防衛に成功した。

## 背景

### 政治的状況
1748年10月18日に結ばれたアーヘンの和約は、8年以上に亘ったオーストリア継承戦争（1740年-1748年）に終止符を打った。これにより、北アメリカ及びインドの植民地で繰り広げられていたイギリスとフランスの戦争も終わる。ヨーロッパの係争地で、かつてハプスブルク君主国が領有していたシュレーズィエンはプロイセン領と認められた。しかし根本的な対立は残り、事態は1755年に再び緊迫する。オハイオ川の渓谷ではイギリスとフランスが再び衝突し、オーストリアの宰相、カウニッツ伯の主導で神聖ローマ皇帝を頂くハプスブルク君主国（オーストリア）はプロイセンに対抗し、フランス及びロシアと結んだのである。
1756年5月、フランスとイギリスの間で戦争が勃発すると8月には中央ヨーロッパでもプロイセンのザクセン進攻に伴い、戦端が開かれた。同年1月16日のウェストミンスター条約以降、イギリスとプロイセンは同盟国だったのである。同条約では、イギリスが経済的に弱体なプロイセンを補助金で支援する一方、プロイセンはイギリスに対しブラウンシュヴァイク＝リューネブルク選帝侯領（ハノーファー選帝侯領）の軍事的な保護を保証していた。ハノーファーは同君連合を通じてハノーファー選帝侯でもあったイギリス国王、ジョージ2世（1683年-1760年）の故郷であった。プロイセンをフランスに対する戦争に巻き込んだのは、何よりもこのような事情である。この戦争におけるフランスの対イギリス戦略は、ハノーファー選帝侯領を占領し、後の和平交渉で植民地の獲得と引き換えにするための担保を得ることにあった。
ドイツ西方の所領とハノーファーを防衛するため、プロイセンとその同盟諸国はハノーファー選帝侯領、ヘッセン＝カッセル方伯領とブラウンシュヴァイク＝ヴォルフェンビュッテル侯領や、他の小さな諸侯領の軍からイギリス国王の3男、カンバーランド公（1721年-1765年）を指揮官とする監視軍を編成する。しかしこの監視軍は、ハステンベックの戦い（1757年7月26日）でフランス軍に敗れた。続いてカンバーランド公は9月10日、クローステル・ツェーフェン協定を結び、ハノーファー選帝侯領の全土はフランスに占領されたのである。しかし、この協定はイギリス政府に承認されなかった。イギリス国王の個人的な要望によりプロイセンの大将、ブラウンシュヴァイク＝リューネブルク公フェルディナント・フォン・ブラウンシュヴァイク＝ヴォルフェンビュッテルに連合軍の指揮が託される。彼は1757年から1758年の冬にかけて冬営中のフランス軍を攻撃し、これをライン川まで退けた。1758年と1759年の戦役は勝敗がつかずに推移する。フランス軍は兵力において優勢であったものの、決定的な戦いにおいて繰り返し、連合軍の巧妙な作戦と戦術に屈して来たのである。
そのためフランスはいずれの年も、ライン川とマイン川の後方へ撤退を強いられた。
ミンデンの戦い（1759年8月1日）における大敗の後、歴史家から有能な指揮官と評されるヴィクトール＝フランソワ・デュ・ブロイ元帥がドイツ方面に展開する軍の上級指揮権を託された。彼は1760年の戦役において連合軍の撃退を果たし、ハノーファーを将来の和平交渉における担保として占領するよう命じられていたのである。

### 1760年夏の作戦

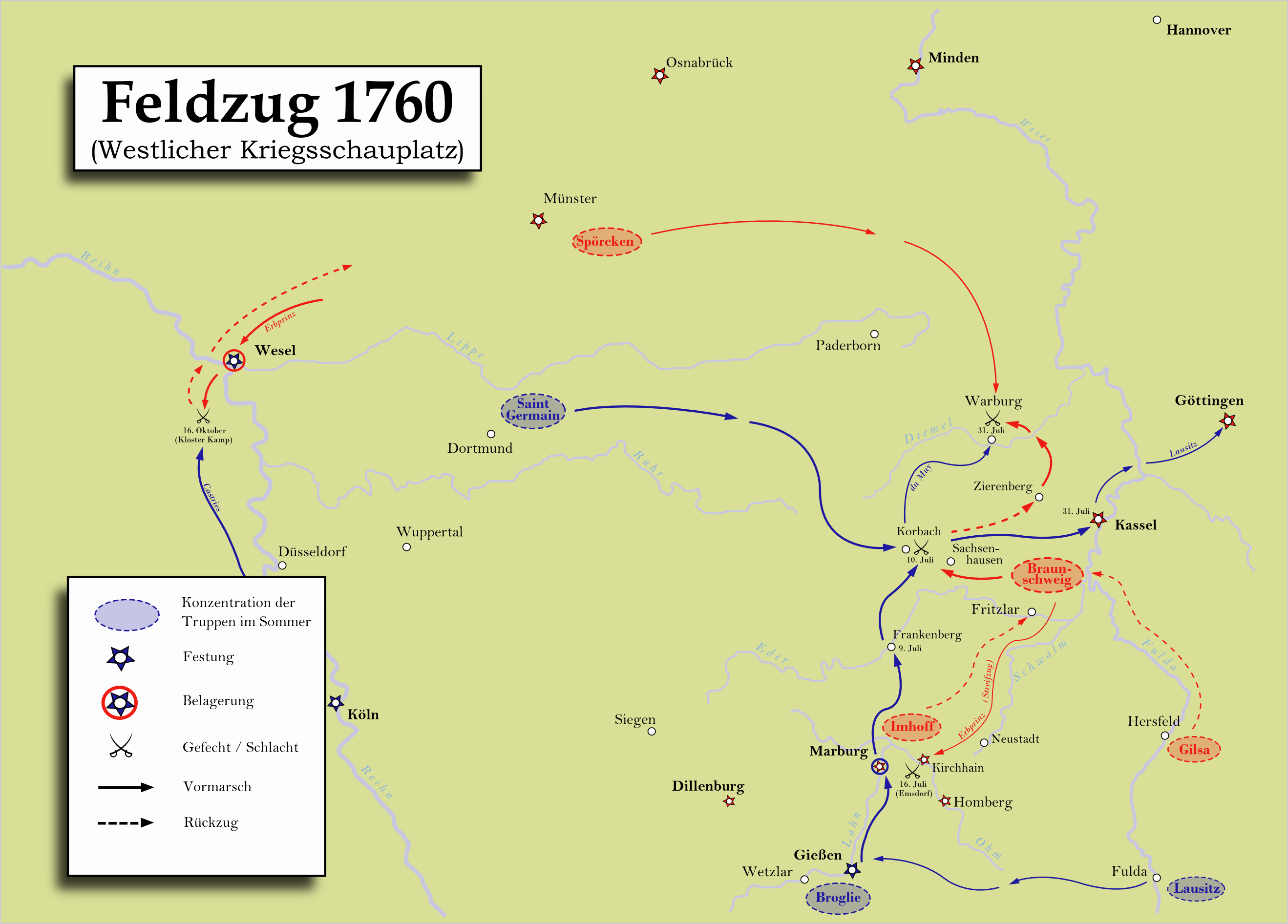
1760年における西部戦線の推移。

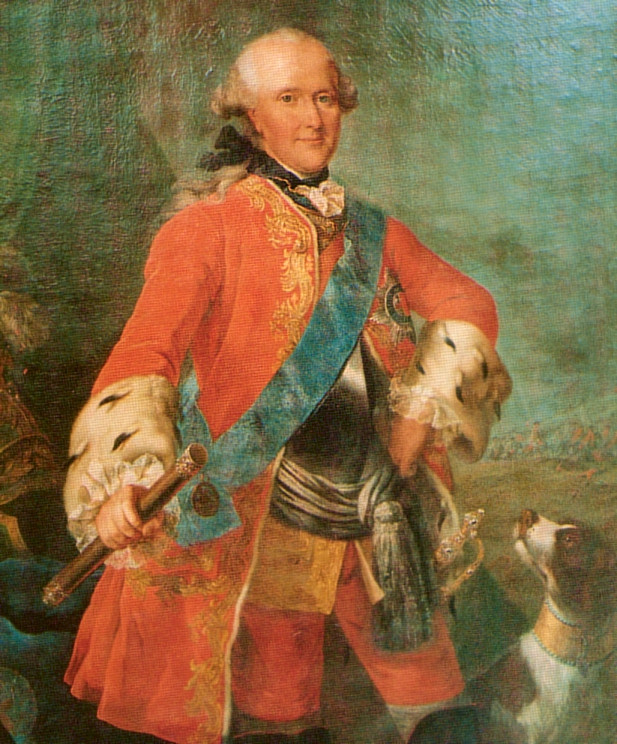
ブラウンシュヴァイク公フェルディナント (1721–1792)

1760年の初夏、西部戦線の連合軍総司令官、ブラウンシュヴァイク公フェルディナントはブロイ元帥率いるフランス軍に対し主導権を握ろうと試みた。彼はヘッセン＝カッセル方伯領から作戦を発動し、まずザクセンハウゼン近郊に展開していたフランスの2個軍団の合流を阻もうとする。しかしこの初動は不首尾に終わり、1760年7月10日のコルバッハの戦いにおいて連合軍の一軍の敗北に繋がった。
全般的には、6,6000名の連合軍に100,000名を超えるフランス軍が対峙するという状況であったが、双方とも続く数日間は何もせずに過ごす。ブロイ元帥が連合軍の後方を脅かそうとして送り込んだフランスの軍団は1760年7月16日、エムスドルフの戦いで消耗した。
この後ブロイ公は指揮下の軍の大部分とともに攻勢に移り、7月27日までに連合軍をフルダ川の後方へ押し返した。連合軍の主力がカッセル近郊に展開する一方、フランス軍の主力はバルホルンに着陣する。ブロイ公は予備軍団をムイ伯に託し、ディーメル川の渡河点を連合軍から奪うべくフォルクマールゼンを経てシュタットベルゲンへ派遣した。ヴァールブルク近郊の渡河点には、フィッシャー少将率いる義勇部隊が向かうことになっていた。この重要な渡河点を占領するべくヴァールブルクへ増援が送られる際、ムイ伯もその命令に服す。彼は戦列歩兵28個大隊、民兵2個大隊、31個騎兵中隊並びに1個義勇部隊の合計およそ20,000名を率い7月29日の夕刻、同地に到着した。それから北東のケルベッケで連合軍の部隊が見つかったため、フランス軍の各連隊はヴァールブルクとオッセンドルフの間でそちらに向けて着陣した。
ブラウンシュヴァイク公フェルディナントは、苦境に陥る。ブロイ公のディーメル川への前進に伴い、連合軍はヴェストファーレン公領にある自軍の兵站拠点や要塞から遮断される危機を迎えたのである。そうなれば優勢なフランス軍に対しフルダ川とディーメル川の間で不利な状況において戦いを挑むか、前年のようにヴェーザー川を渡り、回避するしかなかった。後者はヘッセン及びヴェストファーレン全土の喪失を意味していた。そのため公はフランス軍より先に到着させるべく、指揮下の各部隊をディーメル川へ進めることを決意する。7月28日、同地のリーベナウ近郊で、ビューロウ少佐率いる「イギリス人軍団」はヴァールブルクへ後退していた「フィッシャー義勇部隊」の前哨と遭遇する。公はこれによってフランス軍の動きを知らされると、フリードリヒ・フォン・シュペルケン大将に14個大隊、14個騎兵中隊と大砲22門を託してヴァールブルクへ差し向けた。この軍団は7月29日、ケルベッケに到着する。翌日にはブラウンシュヴァイク公世子率いる10個大隊、8個騎兵中隊及び大砲4門の増援が到着した。
連合軍の本営ではブラウンシュヴァイク公の秘書で、実質的な参謀総長でもあったフィリップ・フォン・ヴェストファーレンが公に、この状況では迅速な行動が必要であることを説いていた。現状ではムイ伯の軍団が増援を得た場合、ディーメル川で公世子の軍が打ち破られる恐れがあったのである。フィリップ・フォン・ヴェストファーレンは主力とともにディーメル川へ急行し、そこでムイ伯を破るよう進言した。キールマンスエッグ伯の後衛部隊だけがカッセルを守り、必要ならそこから撤収することとされた。ムイ伯の軍団が破られてこそ、一時的に放棄されたヘッセンを再び占領できるのである。これを受けて、公は即座に7月30日夕刻の出発を下令した。

### ヴァールブルク周辺の地勢

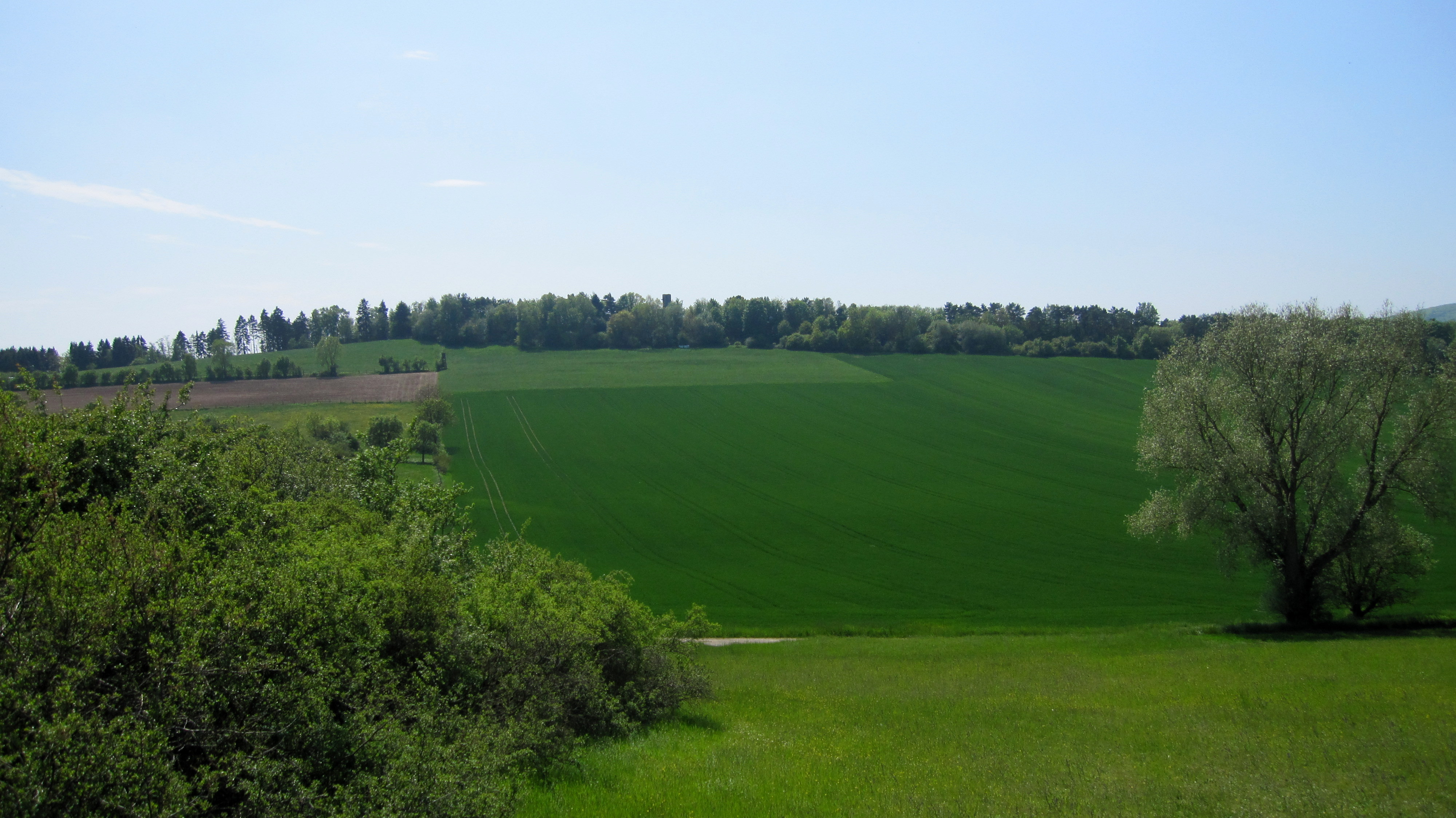
北西からハインベルクとハイン塔を望む風景。

この戦闘はパーダーボルン司教領、ヴァールブルクの間近で生起した。大半がカトリックの住民が、例外なくプロテスタントであった連合軍に対し全く友好的ではなかった一方、司教領の支配層はパーダーボルナー・ラントですでに三年も吹き荒れる七年戦争の中、糧秣を徴収し略奪を働く双方の軍に向き合い、どちらかと言えば運命に身を委ねていた。
ヴァールブルク自体は司教領で二番目に大きい町であったが、中世以来の市壁による防備は不十分であった。町の北東には肥沃なヴァールブルク沃野の中心に急峻な山、デーゼンベルクが聳えている。南ではディーメル川が戦場を分けていた。少し困難ではあったが、この川は部隊の渡渉が可能であった。この戦いで重要だったのはオッセンドルフに向かう登り道であり、少し離れた場所に他の高地、ハインベルクがあった。
そこには古い監視塔、ハイン塔がある。戦いが行われた時、畑は収穫の時期を迎えていた。

## 戦闘の推移
ムイ伯の軍団（民兵大隊と義勇部隊を除く）は28個大隊、31個騎兵中隊、大砲24門合わせて18,000名を数えた。そしてディーメル川の北側にあり、ヴァールブルクからオッセンドルフに続く登り道に展開していた。フランス軍の陣地からはデーゼンベルクまで、ダーゼブルクの南西に広がる土地の全体を一望できた。この陣地は比較的好適であり、縦深の不足から部隊の配置転換が困難であったことがただ一つの難点であった。陣地の南方ではヴァールブルクとゲルメーテにディーメル川を渡れる橋があったが、いずれにせよこの時期、川の水量は少なかった。

### 連合軍の進撃
7月30日の朝、ブラウンシュヴァイク＝ヴォルフェンビュッテル公世子カール・ヴィルヘルム・フェルディナントはデーゼンベルクからフランス軍の陣地を観察した。彼は先年の冬、ヴァールブルクに冬営していたのでこの土地を知っていたのである。そして攻撃を決意すると、同様の決定を下したばかりであった連合軍の本営にその旨を伝達した。公世子は指揮下の部隊を率いて夜間にフランス軍の陣地を迂回し、ハインベルクでその左側面を突こうと計画する。正面では、陽動として軽度な攻撃をかけるのみとした。それまでに、ブラウンシュヴァイク公は全軍を率いてヴァールブルクへ向かおうと決意する。そのため主力がディーメル川を渡り、充分に接近するまで待機してから迂回行動を開始するよう、公世子に命じた。
主力軍は午後9時、カルデンの本営を発つとリーベナウとトレンデルブルクの間で舟橋を利用し、ディーメル川を渡った。
朝、公はヴァールブルク付近に到着する。主力軍の渡河が遅れたので公世子とシュペルケン大将は待機せず、午前7時に迂回行動を開始するよう命令を下す。総勢14,578名の軍団は二つの戦列を形成した。右翼集団はシュペルケン大将の指揮下、ボルゲントライヒを経由して北からグローセネーダーとネルデを迂回し、オッセンドルフへ向かう。クリスティアン・フォン・ツァストロウ中将率いる左翼集団は南からリュトゲネーダーとホーエンヴェーペルを経由し、メンネを迂回して同じくオッセンドルフへ向かった。
| \| 上級指揮官 \| 下級指揮官 \| 連隊名 \| 番号 \| 連隊長 \| 所属国 \| \| 兵力 \| 備考 \| \| ------------------------------------------ \| -------------------------------------------------- \| ------------------------------------------ \| ------ \| ---------------------------------------------- \| ---------------------------------------------------------- \| -------- \| ----------------- \| ------------------------------------------------------------------------------------------------------------------- \| \| ブラウンシュヴァイク公世子フェルディナント \| フリードリヒ・フォン・シュペルケン \| ドゥーラット擲弾兵個大隊 \| \| ドゥーラット \| イギリス \| 歩兵 \| 1個大隊 \| カール公世子: 右翼集団 – イギリス軍 第5、第8、第11、第24、第33及び第50擲弾兵中隊。 \| \| ブラウンシュヴァイク公世子カール \| フリードリヒ・シュペルケン \| マクスウェル擲弾兵大隊 \| \| マクスウェル \| イギリス \| 歩兵 \| 1個大隊 \| カール公世子: 右翼集団 – イギリス軍 第12、第20、第23、第25、第37及び第59擲弾兵中隊。 \| \| ブラウンシュヴァイク公世子カール \| フリードリヒ・シュペルケン \| ゲンゾー擲弾兵大隊 \| \| ゲンゾー \| ハノーファー選帝侯領 \| 歩兵 \| 1個大隊 \| カール公世子: 右翼集団 - ハノーファー第5-A、第8-A及び第8-B擲弾兵中隊。 \| \| ブラウンシュヴァイク公世子カール \| フリードリヒ・シュペルケン \| ボック擲弾兵大隊 \| \| ボック \| ハノーファー選帝侯領 \| 歩兵 \| 1個大隊 \| カール公世子: 右翼集団 – ハノーファー第4-A、第10-A及び第10-B擲弾兵中隊。 \| \| ブラウンシュヴァイク公世子カール \| フリードリヒ・シュペルケン \| シャイター歩兵連隊 \| 第1-A \| シャイター \| ハノーファー選帝侯領 \| 歩兵 \| 1個大隊 \| カール公世子: 右翼集団 \| \| ブラウンシュヴァイク公世子カール \| フリードリヒ・シュペルケン \| エストルフ歩兵連隊 \| 第12-A \| エストルフ \| ハノーファー選帝侯領 \| 歩兵 \| 1個大隊 \| カール公世子: 右翼集団 \| \| ブラウンシュヴァイク公世子カール \| フリードリヒ・シュペルケン \| ポスト歩兵連隊 \| 第10-A \| ポスト \| ハノーファー選帝侯領 \| 歩兵 \| 1個大隊 \| カール公世子: 右翼集団 \| \| ブラウンシュヴァイク公世子カール \| フリードリヒ・シュペルケン \| キース・ハイレンダーズ連隊 \| 第87 \| キース \| イギリス \| 歩兵 \| 1個大隊 \| カール公世子: 右翼集団 \| \| ブラウンシュヴァイク公世子カール \| フリードリヒ・シュペルケン \| キャンベルズ・ハイレンダーズ連隊（英語版） \| 第88 \| キャンベル \| イギリス \| 歩兵 \| 1個大隊 \| カール公世子: 右翼集団 \| \| ブラウンシュヴァイク公世子カール \| フリードリヒ・シュペルケン \| ハノーファー第10-B歩兵連隊 \| 第10-B \| モンロワ \| ハノーファー選帝侯領 \| 歩兵 \| 1個大隊 \| カール公世子: 右翼集団 \| \| ブラウンシュヴァイク公世子カール \| フリードリヒ・シュペルケン \| ハノーファー第8-A歩兵連隊 \| 第8-A \| ブロック \| ハノーファー選帝侯領 \| 歩兵 \| 1個大隊 \| カール公世子: 右翼集団 \| \| ブラウンシュヴァイク公世子カール \| フリードリヒ・シュペルケン \| ブライデンバッハ竜騎兵連隊（ドイツ語版） \| D I \| ブライデンバッハ \| ハノーファー選帝侯領 \| 騎兵 \| 4個中隊 \| カール公世子: 右翼集団 \| \| ブラウンシュヴァイク公世子カール \| フリードリヒ・シュペルケン \| 第1竜騎兵連隊 \| D I \| コンウェイ \| イギリス \| 騎兵 \| 2個中隊 \| カール公世子: 右翼集団 \| \| ブラウンシュヴァイク公世子カール \| フリードリヒ・シュペルケン \| アインズィーデル胸甲騎兵連隊 \| K 3 \| アインズィーデル \| ヘッセン＝カッセル（ドイツ語版） \| 騎兵 \| 2個中隊 \| カール公世子: 右翼集団 \| \| ブラウンシュヴァイク公世子カール \| フリードリヒ・シュペルケン \| 第7竜騎兵連隊 \| D VII \| コープ \| イギリス \| 騎兵 \| 2個中隊 \| カール公世子: 右翼集団 \| \| ブラウンシュヴァイク公世子カール \| フリードリヒ・シュペルケン \| プリューシェンク胸甲騎兵連隊 \| K 4 \| プリューシェンク \| ヘッセン＝カッセル \| 騎兵 \| 2 個中隊. \| カール公世子: 右翼集団 \| \| ブラウンシュヴァイク公世子カール \| フリードリヒ・シュペルケン \| 砲兵 \| \| \| ヘッセン＝カッセル \| 砲兵 \| \| カール公世子: 右翼集団 \| \| ブラウンシュヴァイク公世子カール \| クリスティアン・フォン・ツァストロウ（ドイツ語版） \| 近衛連隊 \| 第1 \| \| ヘッセン＝カッセル \| 歩兵 \| 2 個大隊 \| カール公世子: 左翼集団 \| \| ブラウンシュヴァイク公世子カール \| クリスティアン・フォン・ツァストロウ \| ヴィットルフ擲弾兵大隊 \| \| ヴィットルフ \| ブラウンシュヴァイク＝ヴォルフェンビュッテル \| 歩兵 \| 1個大隊 \| カール公世子: 左翼集団 –ツァストロウ連隊所属のブラウンシュヴァイク＝ヴォルフェンビュッテル擲弾兵中隊 / 民兵隊。 \| \| ブラウンシュヴァイク公世子カール \| クリスティアン・フォン・ツァストロウ \| レデッケン擲弾兵大隊 \| \| レデッケン \| ブラウンシュヴァイク＝ヴォルフェンビュッテル \| 歩兵 \| 1個大隊 \| カール公世子: 左翼集団 – ベーア連隊とツァストロウ連隊所属のブラウンシュヴァイク＝ヴォルフェンビュッテル擲弾兵中隊。 \| \| ブラウンシュヴァイク公世子カール \| クリスティアン・フォン・ツァストロウ \| シュタンマー擲弾兵個大隊 \| \| シュタンマー \| ブラウンシュヴァイク＝ヴォルフェンビュッテル \| 歩兵 \| 1個大隊 \| カール公世子: 左翼集団 – 近衛連隊とイムホフ連隊所属のブラウンシュヴァイク＝ヴォルフェンビュッテル擲弾兵中隊。 \| \| ブラウンシュヴァイク公世子カール \| クリスティアン・フォン・ツァストロウ \| 駐留擲弾兵大隊 \| 第1 \| \| ブラウンシュヴァイク＝ヴォルフェンビュッテル \| 歩兵 \| 1個大隊 \| カール公世子: 左翼集団 \| \| ブラウンシュヴァイク公世子カール \| クリスティアン・フォン・ツァストロウ \| 第2歩兵連隊 \| 第2 \| トル \| ヘッセン＝カッセル \| 歩兵 \| 2個大隊 \| カール公世子: 左翼集団 \| \| ブラウンシュヴァイク公世子カール \| クリスティアン・フォン・ツァストロウ \| パッペンハイム常備擲弾兵大隊 \| \| パッペンハイム \| ヘッセン＝カッセル \| 歩兵 \| 1 個大隊 \| カール公世子: 左翼集団 –ヘッセン＝カッセル第6歩兵連隊（ドイツ語版）、同第12歩兵連隊に所属する擲弾兵中隊。 \| \| ブラウンシュヴァイク公世子カール \| クリスティアン・フォン・ツァストロウ \| ミルバッハ常備擲弾兵大隊 \| \| ミルバッハ \| ヘッセン＝カッセル \| 歩兵 \| 1個大隊 \| カール公世子: 左翼集団 – ヘッセン＝カッセル第3歩兵連隊、同第9歩兵大隊に所属する擲弾兵中隊。 \| \| ブラウンシュヴァイク公世子カール \| クリスティアン・フォン・ツァストロウ \| リュッヒャースフェルト常備擲弾兵大隊 \| \| パッペンハイム \| ヘッセン＝カッセル \| 歩兵 \| 1 個大隊 \| カール公世子: 左翼集団 – ヘッセン＝カッセル第10歩兵連隊、同第8歩兵大隊に所属する擲弾兵中隊。 \| \| ブラウンシュヴァイク公世子カール \| クリスティアン・フォン・ツァストロウ \| ブレーマー騎兵連隊（ドイツ語版） \| R 2-A \| ブレーマー \| ハノーファー選帝侯領 \| 騎兵 \| 2個中隊 \| カール公世子: 左翼集団 \| \| ブラウンシュヴァイク公世子カール \| クリスティアン・フォン・ツァストロウ \| ボック竜騎兵連隊 \| D IV \| ボック \| ハノーファー選帝侯領 \| 騎兵 \| 4個中隊 \| カール公世子: 左翼集団 \| \| ブラウンシュヴァイク公世子カール \| クリスティアン・フォン・ツァストロウ \| レーデン竜騎兵連隊 \| D II \| レーデン \| ハノーファー選帝侯領 \| 騎兵 \| 4個中隊 \| カール公世子: 左翼集団 \| \| ブラウンシュヴァイク公世子カール \| クリスティアン・フォン・ツァストロウ \| 砲兵 \| \| \| \| 砲兵 \| \| カール公世子: 左翼集団 \| \| ブラウンシュヴァイク公世子カール \| アウグスト・クリスティアン・フォン・ビューロウ \| イギリス人軍団（ドイツ語版） \| \| アウグスト・クリスティアン・フォン・ビューロウ \| ハノーファー選帝侯領 \| 義勇部隊 \| 5個中隊 / 5個大隊 \| ビューロウの命令で分遣された。 \| \| ブラウンシュヴァイク公世子カール \| アウグスト・クリスティアン・フォン・ビューロウ \| 騎銃兵軍団（ドイツ語版） \| \| バウム \| シャウムブルク＝リッペ（ドイツ語版） \| 義勇部隊 \| \| ビューロウの命令で分遣された。 \| \| グランビー卿ジョン・マナーズ（英語版） \| \| 第1近衛竜騎兵連隊 \| DG I \| ブランド \| イギリス \| 騎兵 \| 3個中隊 \| グランビー卿は前線にいた。 \| \| グランビー卿ジョン・マナーズ \| \| 第3近衛竜騎兵連隊 \| DG III \| ハワード \| イギリス \| 騎兵 \| 2個中隊 \| グランビー卿は前線にいた。 \| \| グランビー卿ジョン・マナーズ \| \| 第2近衛竜騎兵連隊 \| DG II \| グレイ \| イギリス \| 騎兵 \| 2個中隊 \| グランビー卿は前線にいた。 \| \| グランビー卿ジョン・マナーズ \| \| 近衛騎兵連隊 \| \| グランビー卿ジョン・マナーズ \| イギリス \| 騎兵 \| 2個中隊 \| グランビー卿は前線にいた。 \| \| グランビー卿ジョン・マナーズ \| \| 第7近衛竜騎兵連隊 \| D VII \| コープ \| イギリス \| 騎兵 \| 2個中隊 \| グランビー卿は前線にいた。 \| \| グランビー卿ジョン・マナーズ \| \| 銃騎兵連隊 \| \| \| ブラウンシュヴァイク＝ヴォルフェンビュッテル（ドイツ語版） \| 騎兵 \| 2個中隊 \| グランビー卿は前線にいた。 \| \| グランビー卿ジョン・マナーズ \| \| 王立第2北ブリテン竜騎兵連隊（英語版） \| D II \| キャンベル \| イギリス \| 騎兵 \| 2個中隊 \| グランビー卿の命令で第二線に配置された。 \| \| グランビー卿ジョン・マナーズ \| \| 第10竜騎兵連隊 \| D X \| モードン \| イギリス \| 騎兵 \| 2個中隊 \| グランビー卿の命令で第二線に配置された。 \| \| グランビー卿ジョン・マナーズ \| \| 第6イニスキリング竜騎兵連隊 \| D VI \| コルモンデリー \| イギリス \| 騎兵 \| 2個中隊 \| グランビー卿の命令で第二線に配置された。 \| \| グランビー卿ジョン・マナーズ \| \| 第11竜騎兵連隊 \| D XI \| アンクラム \| イギリス \| 騎兵 \| 2個中隊 \| グランビー卿の命令で第二線に配置された。 \| \| グランビー卿ジョン・マナーズ \| \| 砲兵 \| \| \| シャウムブルク＝リッペ \| 砲兵 \| \| グランビー卿 \| |                                                |                                      |        |                                                |                                              |          |                   | |
| 上級指揮官 | 下級指揮官                                     | 連隊名                               | 番号   | 連隊長                                         | 所属国                                       |          | 兵力              | 備考 |
| ブラウンシュヴァイク公世子フェルディナント | フリードリヒ・フォン・シュペルケン             | ドゥーラット擲弾兵個大隊             |        | ドゥーラット                                   | イギリス                                     | 歩兵     | 1個大隊           | カール公世子: 右翼集団 – イギリス軍 第5、第8、第11、第24、第33及び第50擲弾兵中隊。                                  |
| ブラウンシュヴァイク公世子カール | フリードリヒ・シュペルケン                     | マクスウェル擲弾兵大隊               |        | マクスウェル                                   | イギリス                                     | 歩兵     | 1個大隊           | カール公世子: 右翼集団 – イギリス軍 第12、第20、第23、第25、第37及び第59擲弾兵中隊。                                |
| ブラウンシュヴァイク公世子カール | フリードリヒ・シュペルケン                     | ゲンゾー擲弾兵大隊                   |        | ゲンゾー                                       | ハノーファー選帝侯領                         | 歩兵     | 1個大隊           | カール公世子: 右翼集団 - ハノーファー第5-A、第8-A及び第8-B擲弾兵中隊。                                              |
| ブラウンシュヴァイク公世子カール | フリードリヒ・シュペルケン                     | ボック擲弾兵大隊                     |        | ボック                                         | ハノーファー選帝侯領                         | 歩兵     | 1個大隊           | カール公世子: 右翼集団 – ハノーファー第4-A、第10-A及び第10-B擲弾兵中隊。                                            |
| ブラウンシュヴァイク公世子カール | フリードリヒ・シュペルケン                     | シャイター歩兵連隊                   | 第1-A  | シャイター                                     | ハノーファー選帝侯領                         | 歩兵     | 1個大隊           | カール公世子: 右翼集団                                                                                              |
| ブラウンシュヴァイク公世子カール | フリードリヒ・シュペルケン                     | エストルフ歩兵連隊                   | 第12-A | エストルフ                                     | ハノーファー選帝侯領                         | 歩兵     | 1個大隊           | カール公世子: 右翼集団                                                                                              |
| ブラウンシュヴァイク公世子カール | フリードリヒ・シュペルケン                     | ポスト歩兵連隊                       | 第10-A | ポスト                                         | ハノーファー選帝侯領                         | 歩兵     | 1個大隊           | カール公世子: 右翼集団                                                                                              |
| ブラウンシュヴァイク公世子カール | フリードリヒ・シュペルケン                     | キース・ハイレンダーズ連隊           | 第87   | キース                                         | イギリス                                     | 歩兵     | 1個大隊           | カール公世子: 右翼集団                                                                                              |
| ブラウンシュヴァイク公世子カール | フリードリヒ・シュペルケン                     | キャンベルズ・ハイレンダーズ連隊     | 第88   | キャンベル                                     | イギリス                                     | 歩兵     | 1個大隊           | カール公世子: 右翼集団                                                                                              |
| ブラウンシュヴァイク公世子カール | フリードリヒ・シュペルケン                     | ハノーファー第10-B歩兵連隊           | 第10-B | モンロワ                                       | ハノーファー選帝侯領                         | 歩兵     | 1個大隊           | カール公世子: 右翼集団                                                                                              |
| ブラウンシュヴァイク公世子カール | フリードリヒ・シュペルケン                     | ハノーファー第8-A歩兵連隊            | 第8-A  | ブロック                                       | ハノーファー選帝侯領                         | 歩兵     | 1個大隊           | カール公世子: 右翼集団                                                                                              |
| ブラウンシュヴァイク公世子カール | フリードリヒ・シュペルケン                     | ブライデンバッハ竜騎兵連隊           | D I    | ブライデンバッハ                               | ハノーファー選帝侯領                         | 騎兵     | 4個中隊           | カール公世子: 右翼集団                                                                                              |
| ブラウンシュヴァイク公世子カール | フリードリヒ・シュペルケン                     | 第1竜騎兵連隊                        | D I    | コンウェイ                                     | イギリス                                     | 騎兵     | 2個中隊           | カール公世子: 右翼集団                                                                                              |
| ブラウンシュヴァイク公世子カール | フリードリヒ・シュペルケン                     | アインズィーデル胸甲騎兵連隊         | K 3    | アインズィーデル                               | ヘッセン＝カッセル                           | 騎兵     | 2個中隊           | カール公世子: 右翼集団                                                                                              |
| ブラウンシュヴァイク公世子カール | フリードリヒ・シュペルケン                     | 第7竜騎兵連隊                        | D VII  | コープ                                         | イギリス                                     | 騎兵     | 2個中隊           | カール公世子: 右翼集団                                                                                              |
| ブラウンシュヴァイク公世子カール | フリードリヒ・シュペルケン                     | プリューシェンク胸甲騎兵連隊         | K 4    | プリューシェンク                               | ヘッセン＝カッセル                           | 騎兵     | 2 個中隊.         | カール公世子: 右翼集団                                                                                              |
| ブラウンシュヴァイク公世子カール | フリードリヒ・シュペルケン                     | 砲兵                                 |        |                                                | ヘッセン＝カッセル                           | 砲兵     |                   | カール公世子: 右翼集団                                                                                              |
| ブラウンシュヴァイク公世子カール | クリスティアン・フォン・ツァストロウ           | 近衛連隊                             | 第1    |                                                | ヘッセン＝カッセル                           | 歩兵     | 2 個大隊          | カール公世子: 左翼集団                                                                                              |
| ブラウンシュヴァイク公世子カール | クリスティアン・フォン・ツァストロウ           | ヴィットルフ擲弾兵大隊               |        | ヴィットルフ                                   | ブラウンシュヴァイク＝ヴォルフェンビュッテル | 歩兵     | 1個大隊           | カール公世子: 左翼集団 –ツァストロウ連隊所属のブラウンシュヴァイク＝ヴォルフェンビュッテル擲弾兵中隊 / 民兵隊。     |
| ブラウンシュヴァイク公世子カール | クリスティアン・フォン・ツァストロウ           | レデッケン擲弾兵大隊                 |        | レデッケン                                     | ブラウンシュヴァイク＝ヴォルフェンビュッテル | 歩兵     | 1個大隊           | カール公世子: 左翼集団 – ベーア連隊とツァストロウ連隊所属のブラウンシュヴァイク＝ヴォルフェンビュッテル擲弾兵中隊。 |
| ブラウンシュヴァイク公世子カール | クリスティアン・フォン・ツァストロウ           | シュタンマー擲弾兵個大隊             |        | シュタンマー                                   | ブラウンシュヴァイク＝ヴォルフェンビュッテル | 歩兵     | 1個大隊           | カール公世子: 左翼集団 – 近衛連隊とイムホフ連隊所属のブラウンシュヴァイク＝ヴォルフェンビュッテル擲弾兵中隊。       |
| ブラウンシュヴァイク公世子カール | クリスティアン・フォン・ツァストロウ           | 駐留擲弾兵大隊                       | 第1    |                                                | ブラウンシュヴァイク＝ヴォルフェンビュッテル | 歩兵     | 1個大隊           | カール公世子: 左翼集団                                                                                              |
| ブラウンシュヴァイク公世子カール | クリスティアン・フォン・ツァストロウ           | 第2歩兵連隊                          | 第2    | トル                                           | ヘッセン＝カッセル                           | 歩兵     | 2個大隊           | カール公世子: 左翼集団                                                                                              |
| ブラウンシュヴァイク公世子カール | クリスティアン・フォン・ツァストロウ           | パッペンハイム常備擲弾兵大隊         |        | パッペンハイム                                 | ヘッセン＝カッセル                           | 歩兵     | 1 個大隊          | カール公世子: 左翼集団 –ヘッセン＝カッセル第6歩兵連隊、同第12歩兵連隊に所属する擲弾兵中隊。                         |
| ブラウンシュヴァイク公世子カール | クリスティアン・フォン・ツァストロウ           | ミルバッハ常備擲弾兵大隊             |        | ミルバッハ                                     | ヘッセン＝カッセル                           | 歩兵     | 1個大隊           | カール公世子: 左翼集団 – ヘッセン＝カッセル第3歩兵連隊、同第9歩兵大隊に所属する擲弾兵中隊。                         |
| ブラウンシュヴァイク公世子カール | クリスティアン・フォン・ツァストロウ           | リュッヒャースフェルト常備擲弾兵大隊 |        | パッペンハイム                                 | ヘッセン＝カッセル                           | 歩兵     | 1 個大隊          | カール公世子: 左翼集団 – ヘッセン＝カッセル第10歩兵連隊、同第8歩兵大隊に所属する擲弾兵中隊。                        |
| ブラウンシュヴァイク公世子カール | クリスティアン・フォン・ツァストロウ           | ブレーマー騎兵連隊                   | R 2-A  | ブレーマー                                     | ハノーファー選帝侯領                         | 騎兵     | 2個中隊           | カール公世子: 左翼集団                                                                                              |
| ブラウンシュヴァイク公世子カール | クリスティアン・フォン・ツァストロウ           | ボック竜騎兵連隊                     | D IV   | ボック                                         | ハノーファー選帝侯領                         | 騎兵     | 4個中隊           | カール公世子: 左翼集団                                                                                              |
| ブラウンシュヴァイク公世子カール | クリスティアン・フォン・ツァストロウ           | レーデン竜騎兵連隊                   | D II   | レーデン                                       | ハノーファー選帝侯領                         | 騎兵     | 4個中隊           | カール公世子: 左翼集団                                                                                              |
| ブラウンシュヴァイク公世子カール | クリスティアン・フォン・ツァストロウ           | 砲兵                                 |        |                                                |                                              | 砲兵     |                   | カール公世子: 左翼集団                                                                                              |
| ブラウンシュヴァイク公世子カール | アウグスト・クリスティアン・フォン・ビューロウ | イギリス人軍団                       |        | アウグスト・クリスティアン・フォン・ビューロウ | ハノーファー選帝侯領                         | 義勇部隊 | 5個中隊 / 5個大隊 | ビューロウの命令で分遣された。                                                                                      |
| ブラウンシュヴァイク公世子カール | アウグスト・クリスティアン・フォン・ビューロウ | 騎銃兵軍団                           |        | バウム                                         | シャウムブルク＝リッペ                       | 義勇部隊 |                   | ビューロウの命令で分遣された。                                                                                      |
| グランビー卿ジョン・マナーズ |                                                | 第1近衛竜騎兵連隊                    | DG I   | ブランド                                       | イギリス                                     | 騎兵     | 3個中隊           | グランビー卿は前線にいた。                                                                                          |
| グランビー卿ジョン・マナーズ |                                                | 第3近衛竜騎兵連隊                    | DG III | ハワード                                       | イギリス                                     | 騎兵     | 2個中隊           | グランビー卿は前線にいた。                                                                                          |
| グランビー卿ジョン・マナーズ |                                                | 第2近衛竜騎兵連隊                    | DG II  | グレイ                                         | イギリス                                     | 騎兵     | 2個中隊           | グランビー卿は前線にいた。                                                                                          |
| グランビー卿ジョン・マナーズ |                                                | 近衛騎兵連隊                         |        | グランビー卿ジョン・マナーズ                   | イギリス                                     | 騎兵     | 2個中隊           | グランビー卿は前線にいた。                                                                                          |
| グランビー卿ジョン・マナーズ |                                                | 第7近衛竜騎兵連隊                    | D VII  | コープ                                         | イギリス                                     | 騎兵     | 2個中隊           | グランビー卿は前線にいた。                                                                                          |
| グランビー卿ジョン・マナーズ |                                                | 銃騎兵連隊                           |        |                                                | ブラウンシュヴァイク＝ヴォルフェンビュッテル | 騎兵     | 2個中隊           | グランビー卿は前線にいた。                                                                                          |
| グランビー卿ジョン・マナーズ |                                                | 王立第2北ブリテン竜騎兵連隊          | D II   | キャンベル                                     | イギリス                                     | 騎兵     | 2個中隊           | グランビー卿の命令で第二線に配置された。                                                                            |
| グランビー卿ジョン・マナーズ |                                                | 第10竜騎兵連隊                       | D X    | モードン                                       | イギリス                                     | 騎兵     | 2個中隊           | グランビー卿の命令で第二線に配置された。                                                                            |
| グランビー卿ジョン・マナーズ |                                                | 第6イニスキリング竜騎兵連隊          | D VI   | コルモンデリー                                 | イギリス                                     | 騎兵     | 2個中隊           | グランビー卿の命令で第二線に配置された。                                                                            |
| グランビー卿ジョン・マナーズ |                                                | 第11竜騎兵連隊                       | D XI   | アンクラム                                     | イギリス                                     | 騎兵     | 2個中隊           | グランビー卿の命令で第二線に配置された。                                                                            |
| グランビー卿ジョン・マナーズ |                                                | 砲兵                                 |        |                                                | シャウムブルク＝リッペ                       | 砲兵     |                   | グランビー卿 |

### フランス軍の対応

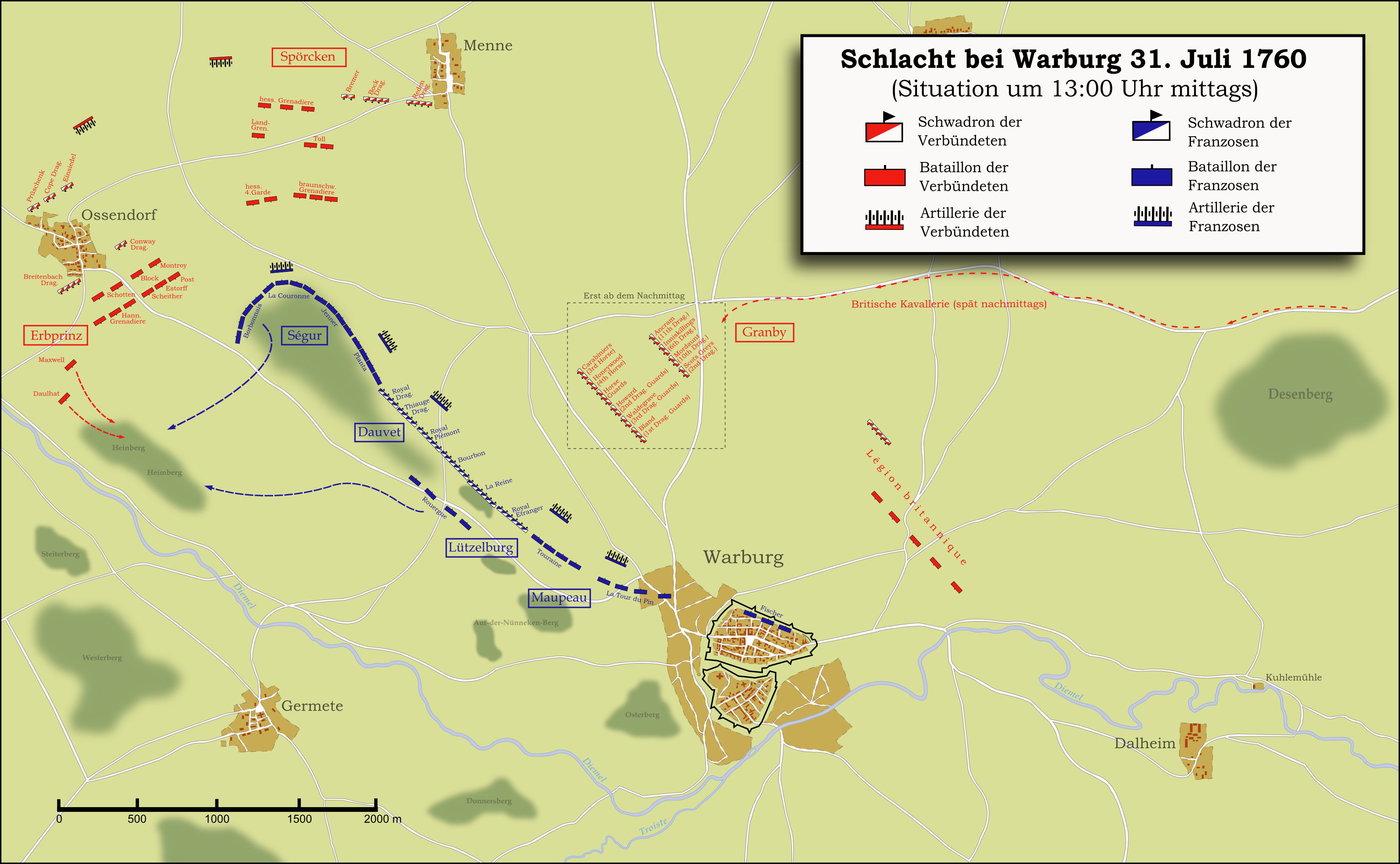
戦場の概観と、13時頃の進軍状況。

ムイ中将は連合軍が付近にいることを知っていたが、朝霧のせいで土地を見渡せなかった。そのため、より明確に状況をつかむべくカストリー侯爵中将をいくつかの擲弾兵・猟兵連隊、竜騎兵2個連隊そして「フィッシャー義勇部隊」とともにデーゼンベルクへ差し向けた。カストリー侯はそこでアウグスト・クリスティアン・フォン・ビューロウ少佐率いる「イギリス人軍団」に遭遇するが、同隊は急速にレーゼベックへと退避している。午前9時30分頃に霧が晴れるとカストリー侯、そして馳せ参じたムイ伯は接近してくる敵の戦列に遂に気づく。ムイ伯はデーゼンベルクに1個の後衛部隊を残し、「フィッシャー義勇部隊」にヴァールブルクを占領するよう命じた。最終的には指揮下の部隊に、戦列を組むよう命令を下す。攻撃は東側から来ると思われたので、陣形もそちらに向いていた。歩兵4個旅団と砲兵2個大隊がセギュール侯フィリップ・アンリの指揮下、ヴァールブルクの西方の高地に陣取る。左翼はオッセンドルフの全面で鉤状に曲がっていた。その右側ではモープー侯率いる歩兵2個旅団が隣接していた。リュッツェルブルクとドーヴェの諸将が率いる騎兵は攻撃に適した地形が広がる中央に展開した。騎兵の後方で、ムイ伯は「ルエルグ」旅団を予備として留め置く。輜重部隊は念のため、ディーメル川の南岸へ移された。
| \| 上級指揮官 \| 下級指揮官 \| 連隊名 \| 番号 \| 連隊長 \| 所属国 \| \| 兵力 \| 備考 \| \| -------------------------------------------------------------------------- \| ---------- \| ---------------------------------------- \| ------ \| ---------------------- \| ---------------------------------------- \| -------- \| ------- \| ------------ \| \| モープー侯ルイ・シャルル・アレクサンドル \| \| 「ラ・トゥール・デュ・パン」歩兵連隊 \| 第7 \| \| フランス \| 歩兵 \| 4個大隊 \| 第1列 \| \| モープー侯ルイ・シャルル・アレクサンドル \| \| 「トゥレーヌ」歩兵連隊 \| 第18 \| \| フランス \| 歩兵 \| 2個大隊 \| 第1列 \| \| モープー侯ルイ・シャルル・アレクサンドル \| \| 「アンギャン」歩兵連隊 \| 第100 \| \| フランス \| 歩兵 \| 2個大隊 \| 第1列 \| \| セギュール侯フィリップ・アンリ \| \| 「プランタ」歩兵連隊 \| 第63 \| \| フランス （スイス人部隊（フランス語版）) \| 歩兵 \| 2個大隊 \| 第1列 \| \| セギュール侯フィリップ・アンリ \| \| 「クールテン」歩兵連隊 \| 第91 \| \| フランス （スイス人部隊） \| 歩兵 \| 2個大隊 \| 第1列 \| \| セギュール侯フィリップ・アンリ \| \| 「ルシュマン」歩兵連隊 \| 第113 \| \| フランス （スイス人部隊） \| 歩兵 \| 2個大隊 \| 第1列 \| \| セギュール侯フィリップ・アンリ \| \| 「レディング」歩兵連隊 \| 第51 \| \| フランス （スイス人部隊） \| 歩兵 \| 2個大隊 \| 第1列 \| \| セギュール侯フィリップ・アンリ \| \| 「ラ・クーロンヌ」歩兵連隊 \| 第28 \| \| フランス \| 歩兵 \| 2個大隊 \| 第1列 \| \| セギュール侯フィリップ・アンリ \| \| 「オーモン＝マザラン」歩兵連隊 \| No. 54 \| \| フランス \| 歩兵 \| 2個大隊 \| 第1列 \| \| リュッツェルブルク \| \| 王立外人騎兵連隊（フランス語版） \| K 6 \| C・デュ・シャボ \| フランス \| 騎兵 \| 2個中隊 \| 第1列 \| \| リュッツェルブルク \| \| 「サン・アルデゴンド」騎兵連隊 \| \| \| フランス \| 騎兵 \| 2個中隊 \| 第1列 \| \| リュッツェルブルク \| \| 「ダルシアーク」騎兵連隊 \| \| \| フランス \| 騎兵 \| 2個中隊 \| 第1列 \| \| リュッツェルブルク \| \| 「王妃」騎兵連隊（フランス語版） \| \| \| フランス \| 騎兵 \| 2個中隊 \| 第1列 \| \| リュッツェルブルク \| \| 「クリュソル」騎兵連隊 \| \| \| フランス \| 騎兵 \| 2個中隊 \| 第1列 \| \| リュッツェルブルク \| \| 「バランクール」騎兵連隊 \| \| \| フランス \| 騎兵 \| 2個中隊 \| 第1列 \| \| ルイ・ニコラ・ドーヴェ[16] \| \| 「ブルボン」竜騎兵連隊 \| \| \| フランス \| 騎兵 \| 2個中隊 \| 第1列 \| \| ルイ・ニコラ・ドーヴェ \| \| 「モンカルム」騎兵連隊 \| \| \| フランス \| 騎兵 \| 2個中隊 \| 第1列 \| \| ルイ・ニコラ・ドーヴェ \| \| 「ボーヴィリエ」騎兵連隊 \| \| \| フランス \| 騎兵 \| 2個中隊 \| 第1列 \| \| ルイ・ニコラ・ドーヴェ \| \| 王立「ピエモン」騎兵連隊（フランス語版） \| \| \| フランス \| 騎兵 \| 2個中隊 \| 第1列 \| \| ルイ・ニコラ・ドーヴェ \| \| 「デスカー」騎兵連隊 \| \| \| フランス \| 騎兵 \| 2個中隊 \| 第1列 \| \| ルイ・ニコラ・ドーヴェ \| \| 「デスパンシャル」騎兵連隊 \| \| \| フランス \| 騎兵 \| 2個中隊 \| 第1列 \| \| フロンサック公ルイ・アントワーヌ・ソフィー・デュ・ヴィニェロ・ドゥ・プレシ \| \| 「ティオンジュ」竜騎兵連隊 \| D XIV \| V・デュ・ティオンジュ \| フランス \| 騎兵 \| 2個中隊 \| 第1列 \| \| フロンサック公ルイ・アントワーヌ・ソフィー・デュ・ヴィニェロ・ドゥ・プレシ \| \| 王立竜騎兵連隊（フランス語版） \| D III \| C・デュ・ラ・ブラッシ \| フランス \| 騎兵 \| 2個中隊 \| 第1列 \| \| カストリー侯シャルル・ウジェーヌ・ガブリエル・ド・ラ・クロワ \| \| 「フィッシャー」猟兵連隊 \| \| フィッシャー（英語版） \| フランス \| 義勇部隊 \| 4個中隊 \| 分遣された。 \| \| セギュール侯フィリップ・アンリ \| \| 「ルエルグ」歩兵連隊 \| 第42 \| \| フランス \| 歩兵 \| 2個大隊 \| 第2列 \| \| セギュール侯フィリップ・アンリ \| \| 「ロアン＝ロシュフォール」歩兵連隊 \| 第64 \| \| フランス \| 歩兵 \| 2個大隊 \| 第2列 \| \| \| \| 王立砲兵連隊 \| 第47 \| \| フランス \| 砲兵 \| 2個大隊 \| 分遣された。 \| |            |                                      |        |                       |                           |          |         |              |
| 上級指揮官 | 下級指揮官 | 連隊名                               | 番号   | 連隊長                | 所属国                    |          | 兵力    | 備考         |
| モープー侯ルイ・シャルル・アレクサンドル |            | 「ラ・トゥール・デュ・パン」歩兵連隊 | 第7    |                       | フランス                  | 歩兵     | 4個大隊 | 第1列        |
| モープー侯ルイ・シャルル・アレクサンドル |            | 「トゥレーヌ」歩兵連隊               | 第18   |                       | フランス                  | 歩兵     | 2個大隊 | 第1列        |
| モープー侯ルイ・シャルル・アレクサンドル |            | 「アンギャン」歩兵連隊               | 第100  |                       | フランス                  | 歩兵     | 2個大隊 | 第1列        |
| セギュール侯フィリップ・アンリ |            | 「プランタ」歩兵連隊                 | 第63   |                       | フランス （スイス人部隊)  | 歩兵     | 2個大隊 | 第1列        |
| セギュール侯フィリップ・アンリ |            | 「クールテン」歩兵連隊               | 第91   |                       | フランス （スイス人部隊） | 歩兵     | 2個大隊 | 第1列        |
| セギュール侯フィリップ・アンリ |            | 「ルシュマン」歩兵連隊               | 第113  |                       | フランス （スイス人部隊） | 歩兵     | 2個大隊 | 第1列        |
| セギュール侯フィリップ・アンリ |            | 「レディング」歩兵連隊               | 第51   |                       | フランス （スイス人部隊） | 歩兵     | 2個大隊 | 第1列        |
| セギュール侯フィリップ・アンリ |            | 「ラ・クーロンヌ」歩兵連隊           | 第28   |                       | フランス                  | 歩兵     | 2個大隊 | 第1列        |
| セギュール侯フィリップ・アンリ |            | 「オーモン＝マザラン」歩兵連隊       | No. 54 |                       | フランス                  | 歩兵     | 2個大隊 | 第1列        |
| リュッツェルブルク |            | 王立外人騎兵連隊                     | K 6    | C・デュ・シャボ       | フランス                  | 騎兵     | 2個中隊 | 第1列        |
| リュッツェルブルク |            | 「サン・アルデゴンド」騎兵連隊       |        |                       | フランス                  | 騎兵     | 2個中隊 | 第1列        |
| リュッツェルブルク |            | 「ダルシアーク」騎兵連隊             |        |                       | フランス                  | 騎兵     | 2個中隊 | 第1列        |
| リュッツェルブルク |            | 「王妃」騎兵連隊                     |        |                       | フランス                  | 騎兵     | 2個中隊 | 第1列        |
| リュッツェルブルク |            | 「クリュソル」騎兵連隊               |        |                       | フランス                  | 騎兵     | 2個中隊 | 第1列        |
| リュッツェルブルク |            | 「バランクール」騎兵連隊             |        |                       | フランス                  | 騎兵     | 2個中隊 | 第1列        |
| ルイ・ニコラ・ドーヴェ |            | 「ブルボン」竜騎兵連隊               |        |                       | フランス                  | 騎兵     | 2個中隊 | 第1列        |
| ルイ・ニコラ・ドーヴェ |            | 「モンカルム」騎兵連隊               |        |                       | フランス                  | 騎兵     | 2個中隊 | 第1列        |
| ルイ・ニコラ・ドーヴェ |            | 「ボーヴィリエ」騎兵連隊             |        |                       | フランス                  | 騎兵     | 2個中隊 | 第1列        |
| ルイ・ニコラ・ドーヴェ |            | 王立「ピエモン」騎兵連隊             |        |                       | フランス                  | 騎兵     | 2個中隊 | 第1列        |
| ルイ・ニコラ・ドーヴェ |            | 「デスカー」騎兵連隊                 |        |                       | フランス                  | 騎兵     | 2個中隊 | 第1列        |
| ルイ・ニコラ・ドーヴェ |            | 「デスパンシャル」騎兵連隊           |        |                       | フランス                  | 騎兵     | 2個中隊 | 第1列        |
| フロンサック公ルイ・アントワーヌ・ソフィー・デュ・ヴィニェロ・ドゥ・プレシ |            | 「ティオンジュ」竜騎兵連隊           | D XIV  | V・デュ・ティオンジュ | フランス                  | 騎兵     | 2個中隊 | 第1列        |
| フロンサック公ルイ・アントワーヌ・ソフィー・デュ・ヴィニェロ・ドゥ・プレシ |            | 王立竜騎兵連隊                       | D III  | C・デュ・ラ・ブラッシ | フランス                  | 騎兵     | 2個中隊 | 第1列        |
| カストリー侯シャルル・ウジェーヌ・ガブリエル・ド・ラ・クロワ |            | 「フィッシャー」猟兵連隊             |        | フィッシャー          | フランス                  | 義勇部隊 | 4個中隊 | 分遣された。 |
| セギュール侯フィリップ・アンリ |            | 「ルエルグ」歩兵連隊                 | 第42   |                       | フランス                  | 歩兵     | 2個大隊 | 第2列        |
| セギュール侯フィリップ・アンリ |            | 「ロアン＝ロシュフォール」歩兵連隊   | 第64   |                       | フランス                  | 歩兵     | 2個大隊 | 第2列        |
| |            | 王立砲兵連隊                         | 第47   |                       | フランス                  | 砲兵     | 2個大隊 | 分遣された。 |

### 西側の集団への攻撃

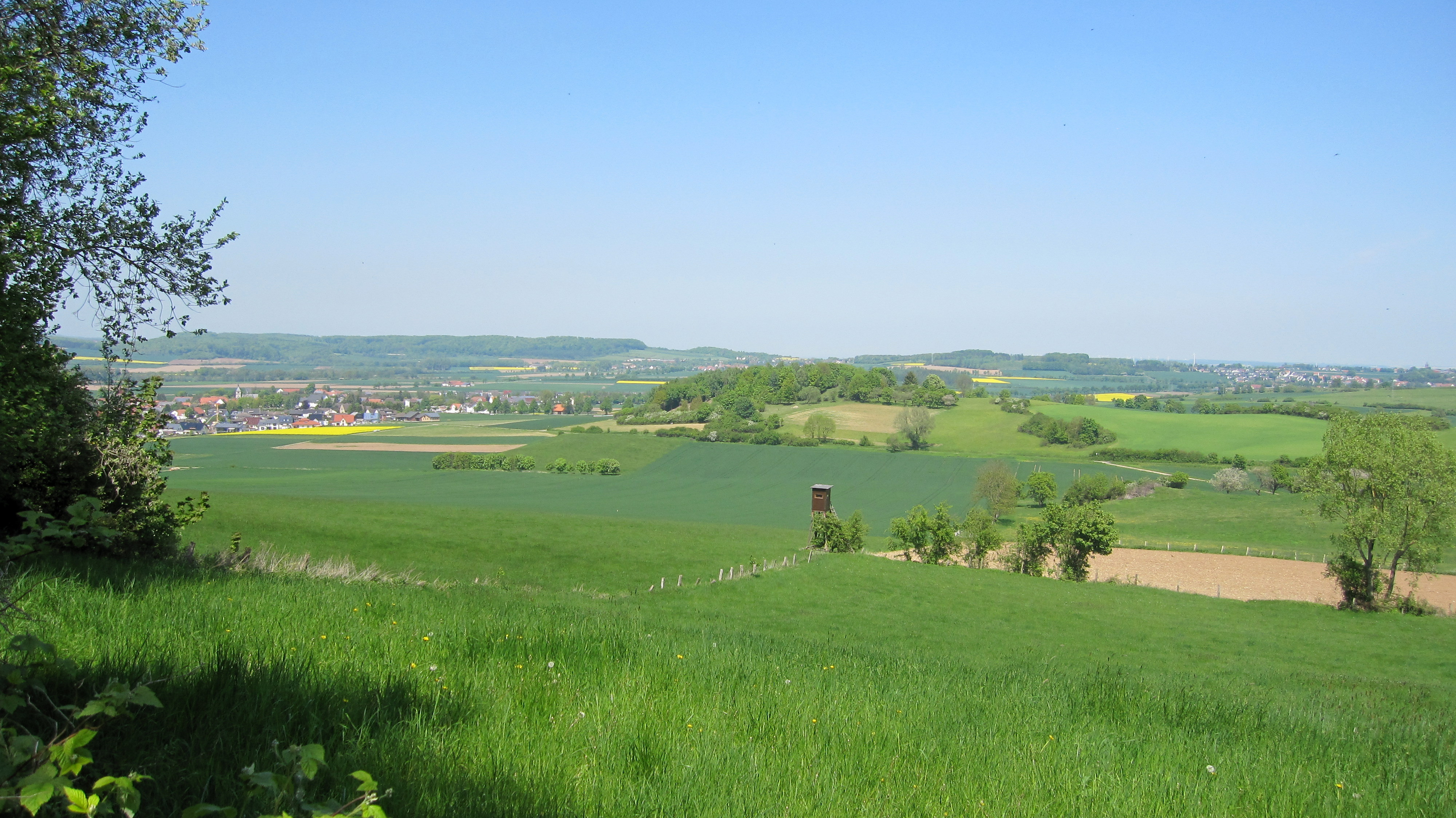
ハインベルクから北西にオッセンドルフ、ネルデとメンネの方を望む風景。

迂回した連合軍の部隊が目的地に着いた頃には、正午を過ぎていた。右翼集団はネルデを経由してオッセンドルフに至り、そこで正面を南に向けて陣形を組む。それと同時に左翼集団はオッセンドルフとメンネの間で陣形を整えた。土地の広さに限りがあったので、騎兵部隊は二つの歩兵集団の後ろに配置されなくてはいけなかった。その間にヘッセンのフート中佐率いる連合軍重砲部隊は、フランス軍の陣地に向けて砲撃を開始する。

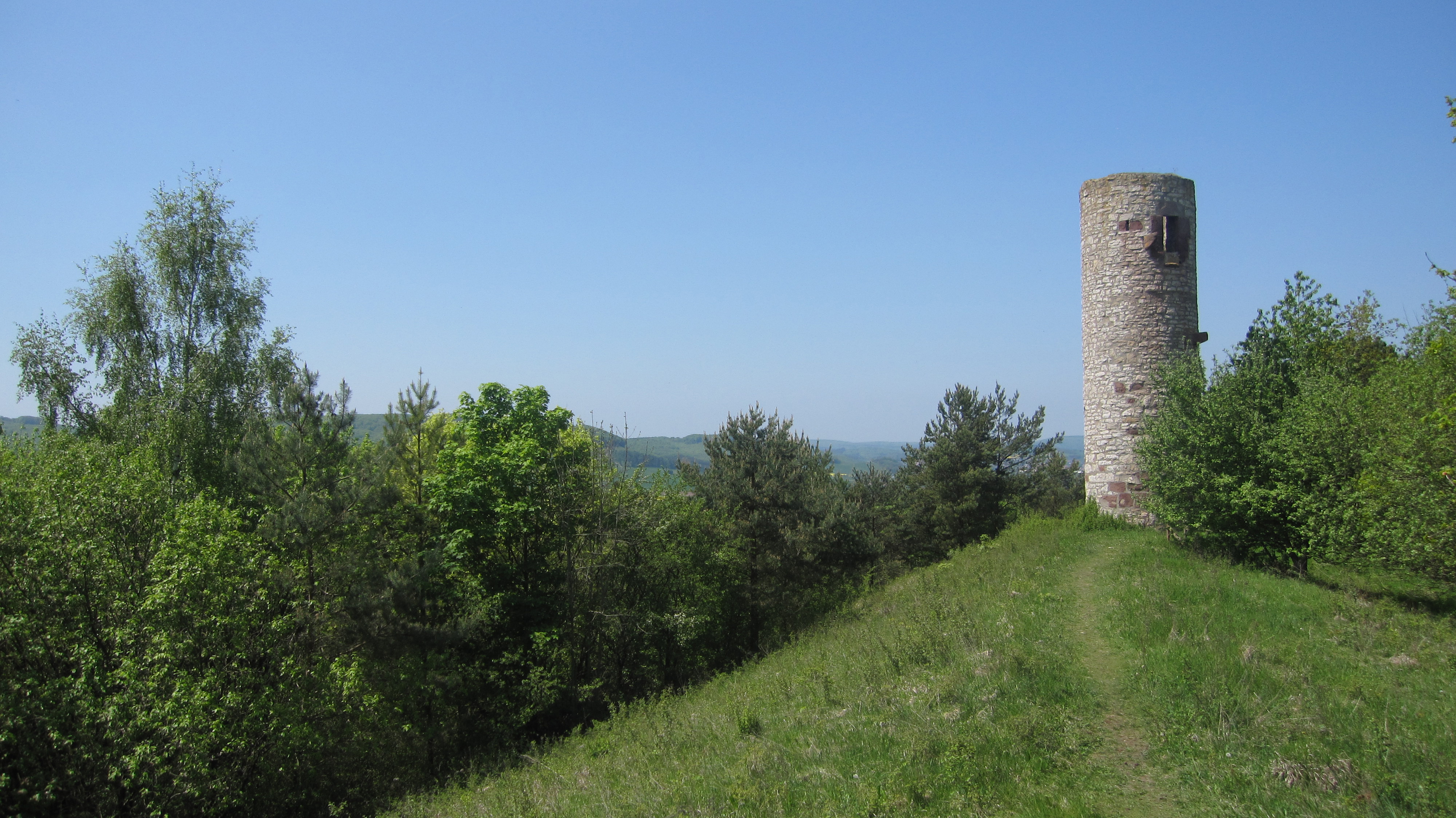
ハインベルクのハイン塔。

右側の集団ではベックウィズ中佐率いるイギリス軍の擲弾兵2個大隊が先頭を進んでいた。これらに圧迫されたいくつかのフランス軍前哨部隊は、ムイ中将に連合軍の目標が、中世以来の塔が立つハインベルクにあると思われる旨を報告した。ムイ伯はひとまず、「ブルボネ」歩兵連隊に所属する1個大隊を高地に差し向け、対応した。これを阻むべく、連合軍は急行軍でフランス軍に先んじようと試みる。ベックウィズ中佐は自ら擲弾兵10名を率いて先行し、その後を公世子が30名の兵士とともに追った。そして丘陵の頂上に接近したフランス軍の大隊は、激しい防御砲火に迎えられる。相手の兵力が不明だったため、フランス側の指揮官は連隊の第2大隊の到着を待つべく前進を停止する。こうして過ぎ去った数分間は、イギリスの「ドゥーラット」擲弾兵大隊の全兵力によるハインベルクの占領を許した。その後「ブルボネ」大隊は攻撃を改めて開始し、間もなく同名の旅団も全力でそれに加わる。倍の兵力を擁するフランス側は程なくしてイギリス側を後退させたが、イギリス軍の「マクスウェル」連隊に属する各大隊が到着すると情勢は再び元に戻った。危機を察知したムイ中将は「ブルボネ」旅団にハインベルクの占領を命じる。そして同旅団はひとまず、イギリス側の大隊の撃退にも成功した。ムイ伯は、さらに「クーロンヌ」と「ルエルグ」の各旅団をも呼び寄せた。
しかしその間に、これまでは砲兵部隊によってオッセンドルフ付近に押し止められていた連合軍の右翼集団に属する諸大隊が到着する。左翼集団の各部隊は急いで陣形を組み、全軍による進撃を待たずに攻撃を開始した。ヘッセンの第4近衛連隊の各大隊はここでオッセンドルフの東側にあり、スイス人連隊、「イェンナー」と「プランタ」が防衛する高地へと転じる。ハノーファーとヘッセンの各隊に圧迫される中、フランス軍の左翼は徐々に後退する。それから間もなくして、イギリスの王立竜騎兵連隊と第7軽竜騎兵連隊が敢行した攻撃は、フランス軍の戦列に決定的な衝撃を与えた。
ムイ中将は、自陣が保持できなくなったことを見て取り、退却の準備を下令する。右翼の2個旅団は出発し、ディーメル川の南岸に要撃陣地を敷くこととされた。騎兵もその後に続くよう命令を受けた。

### フランス軍の崩壊

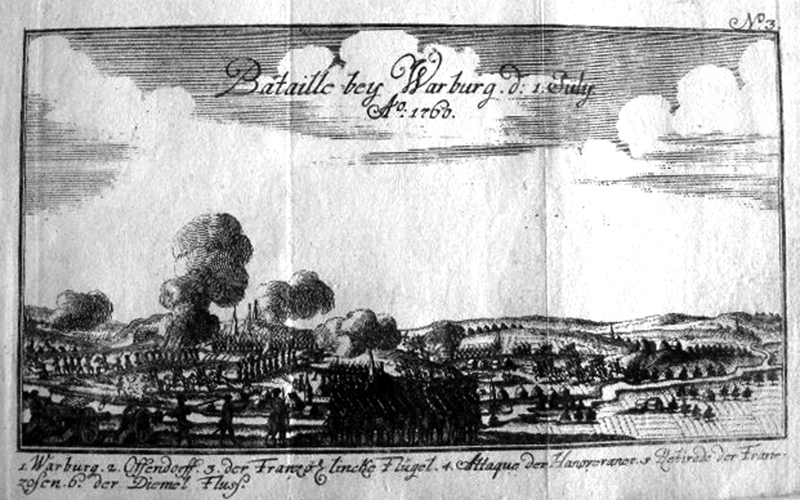
18世紀の銅版画に描かれたフランス軍の退却。

それまでにブラウンシュヴァイク公フェルディナントは、率いている軍の大集団が背の高い麦畑の中で、なおも戦闘に介入できるほど速く進めずにいることに気づいていた。そのため彼はグランビー卿ジョン・マナーズ中将に、集団から分離して先に急ぐよう命じる。グランビー卿は結局、騎兵22個中隊とともに戦場に到着し、シャウムブルク＝リッペ伯フリードリヒ・ヴィルヘルム率いる軽砲兵2個旅団の支援を受けた。グランビー卿は騎兵隊を二つの集団に分け、後退中のフランス軍を即座に攻撃する。フランス側の各部隊はすでに退却中だったので、それぞれ6個中隊を擁する王立「ピエモン」騎兵連隊と「ブルボン」竜騎兵連隊のみがこの襲撃に対応可能であった。これらの騎兵連隊はイギリス軍右翼の第1近衛竜騎兵連隊を包囲し、押し返すことに成功する。しかしそこへ、近衛騎兵連隊が来援した。「ブルボン」竜騎兵連隊は撃退され、その際に軍旗1本を失う。

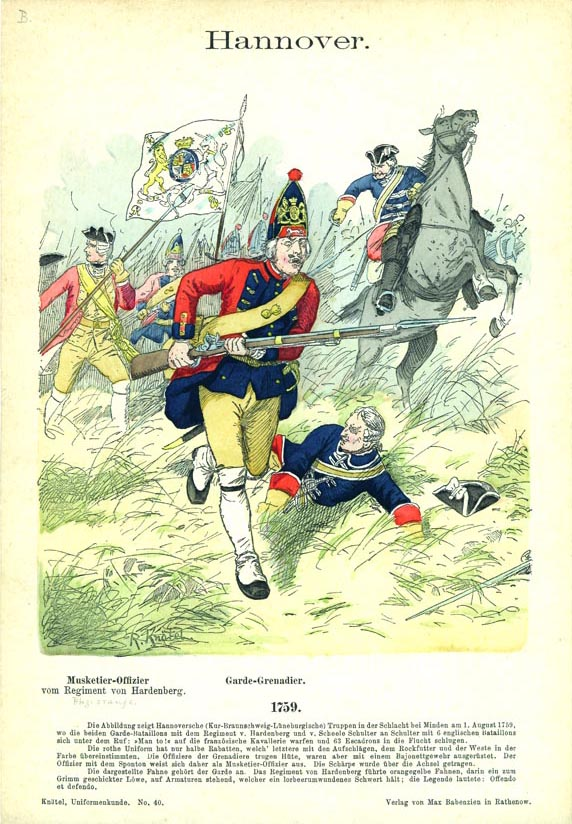
ハノーファーのハルデンベルク連隊に所属する擲弾兵。リヒャルト・クネーテル作。 （19世紀）

しかし秩序を保っていた最後のフランス軍部隊が追い散らされると、イギリスの騎兵隊はまず逃亡する敵の騎兵に殺到し、続いて後退する歩兵にも襲いかかった。フランス軍の犠牲の大部分は、この段階で出ている。「プランタ」大隊の1個大隊全てが包囲され、降伏を強いられた。「ボルボネーズ」および「ルシュマン」連隊からも数百名が捕虜となる。それまでに、「フィッシャー義勇部隊」も「イギリス人軍団」によってヴァールブルクから追い払われていた。開けた平野に出たこの義勇部隊は同様に連合軍の騎兵隊に追い付かれ、完全に殲滅された。
ムイ中将はその間に、残存部隊をディーメル川の南岸に集結させようと試みていたが、その大部分は戦場から逃亡した。「トゥレーヌ」及び「ラ・トゥール・デュ・パン」歩兵旅団は適時、損害を被らないまま南岸の高地に陣取り、打ち破られた友軍の撤退行動を援護した。その後、彼らも退却する。この逃避行の中、フランス軍の輜重の一部はメンガーリンクハウゼン付近で連合軍の奇襲部隊の手に落ちた。ブラウンシュヴァイク公フェルディナントはイギリス軍の12個大隊と騎兵10個中隊をグランビー卿に託し、敗れた敵軍の追撃に当たらせた一方、友軍の残りは戦場やディーメル川南岸の高地で休止させた。

## 戦いの結果

### 当時のヴァールブルク

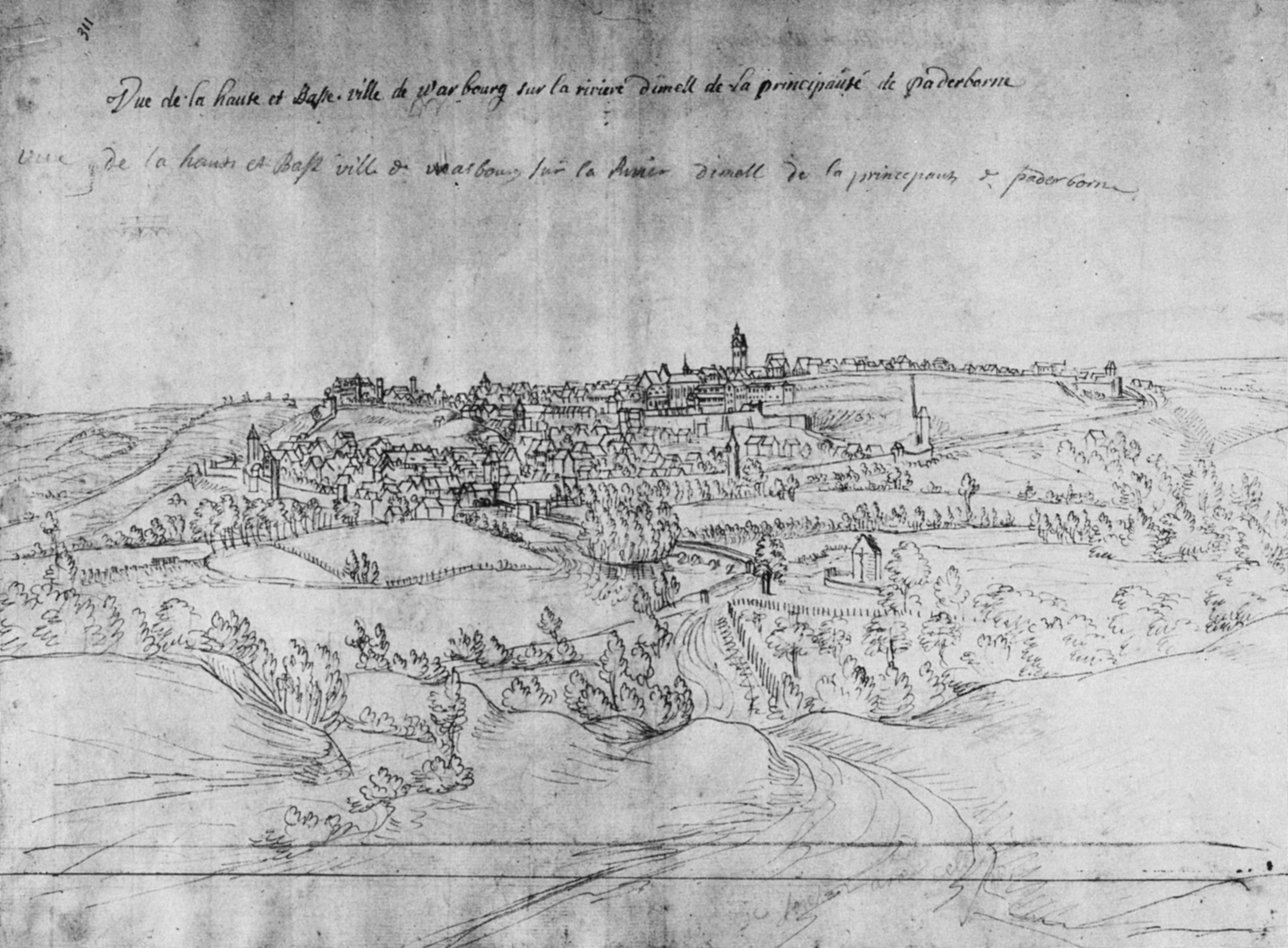
ヴァールブルクの町の絵。レニエ・ロイドキンのスケッチ（1730年頃）。

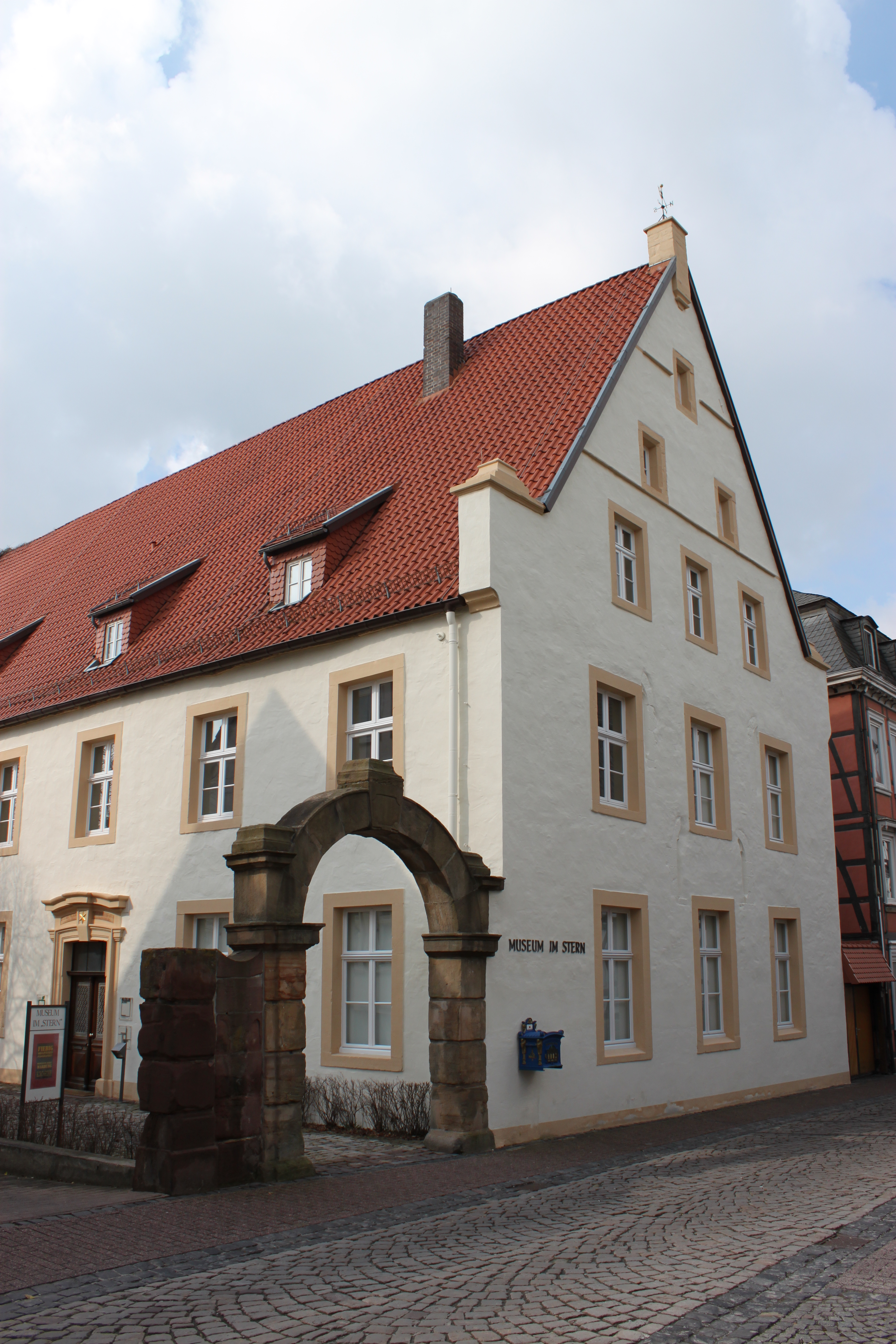
ヴァールブルクのシュテルン館。1760年8月、フェルディナント公はここに宿営した。

ヴァールブルクの町はすでに1757年5月、ハノーファーの部隊に占領されたことがあった。同年中にフランスの占領軍が進駐したが、1758年4月には再び撤収を強いられている。1759年にも双方の陣営が短期間、町に滞在した。しかし、これら短期間の駐留の影響も1760年夏の戦いが及ぼしたものに比べれば、遥かに小さかった。
早くも1760年7月28日、「フィッシャー義勇部隊」が町に進出し、ムイ伯の軍団が来る手筈となっているディーメル川に追加の橋を架けるべく、住民に床板などの木材の供出を迫っている。町はこの要求に応じ、同日の夜にも司令部と兵4,000名を伴うフランス軍の上級指揮官を受け入れる。指揮下の部隊の残りは町の外で宿営した。町に収容されたフランスの兵士たちは周辺の村に移される前に、早くも最初の略奪を働いたと言われている。
7月31日の朝、双方の前哨部隊がデーゼンベルクで戦闘を開始すると、市域もそれに巻き込まれることとなった。
と後にヴァールブルクの秘書官、ヨハネス・アンドレアス・フィッシャーは伝えている。間もなく、最初の負傷者である20名のフザールが町に運ばれ、手当てを受けた。夕方には「フィッシャー義勇部隊」が「イギリス人軍団」によって町から追い払われる。しかし、続いて町を最悪の行為が襲った。グランビー卿の指示により、連合軍の軽装部隊は2時間から3時間（時間は文献によって異なる）にわたってヴァールブルクの略奪を許可されたのである。それには「イギリス人軍団」だけでなく、ヘッセン＝カッセルとブランシュヴァイク＝ヴォルフェンビュッテルのフザールも携わった。その際、民間人に対して少なくとも女性1名が射殺され、他の2名が発砲を受ける重大な狼藉が働かれている。墓地は町の外にあり、そこに軍人が宿営していたので立ち入りが禁じられたため、死者の埋葬は9日間の延期を余儀なくされた。
今や町と周辺の全域で、穀物その他の食糧を徴発したのは連合軍であった。フェルディナント公と、連合軍の諸将のほとんどは8月24日までヴァールブルクに滞在する。結果として、町は総額50,000ターラーに上る物的損害を被った。後に支払われた賠償金は、フェルディナント公が市議会に届けた2,000ターラーに留まった。

### 直接の軍事的影響
連合軍はヴァールブルクにおけるこの戦いで士官66名と兵1,173名を失った。その中で、戦いに参加したのはわずかな歩兵連隊とグランビー卿の騎兵隊のみである 。「マクスウェル」擲弾兵連隊だけでも240名を失っているが、「ドゥーラット」擲弾兵連隊の損害も大きかった。グランビー卿の騎兵隊は590名を失った。すなわち、戦没した軍人およそ1,200名の内、830名以上がイギリス人だったのである。ムイ伯のが失ったのは、彼自身の報告に拠れば4,203名であり、士官はその内の240名であった。その中で捕虜となったのは士官78名と、兵2,100名である。また連合軍は大砲12門、弾薬を積んだ荷車28台と軍旗10本を鹵獲した。
7月31日の朝、ブロイ元帥は連合軍主力の出撃を知る。危険に晒されたムイ中将の軍団の陣地を心配しつつ、彼はフォルクマールゼン付近の「サン・ペルン」擲弾兵連隊と、ギュルシー伯爵中将率いる歩兵3個旅団をヴァールブルクへ差し向けた。しかしこれらは遅きに失し、ムイ軍団の残存部隊を収容するのがやっとであった。しかし連合軍の出撃は、フランス軍にカッセルを占領する好機を与えた。キールマンスエッグ伯は事前の打ち合わせ通り撤退し、翌日までヴェーザー川の対岸へ退避していた。それに対してブロイ元帥はディーメル川へと反転し、同地のグランビー卿は指揮下の部隊をフランス軍による圧迫から退避させた。8月4日にはゲッティンゲンもフランス軍の手に落ちる。ヴェルサイユの王宮では、敗報が人々の無理解と怒りを買った。特に陸軍大臣のベル＝イルは感情を害する。誰よりも責任を問われたのは、ムイ伯であった。彼は軍の指揮権を剥奪されると思われたが、同時に届いたカッセル占領の知らせは政府要人の感情を和らげたので、個人的責任を追及されずに済んでいる。
戦略的には、この戦いは連合軍を巡る状況にほぼ改善をもたらさなかった。連合軍は依然として守勢に立ち、障害となる大きな川に守られてはいたが、結局はヘッセンの失陥が政治的に重大な損失となった。カッセル要塞は翌年から終戦まで、フランス軍の策源地となる。それでもこの戦いは短期的な視点から見れば、少なくともヴェストファーレンの防衛に成功したフェルディナント公の、明白な努力でもあった。

## 後世への影響

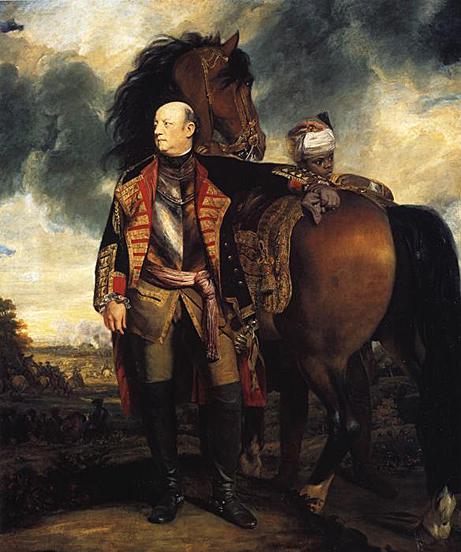
「ブルーズ・アンド・ロイヤルズ」の大佐たるグランビー侯ジョン・マナーズ。ヴァールブルクで敢行した攻撃を暗示するため、意図的に禿げた頭部が描かれている。ジョシュア・レノルズの作品（1763年/1765年)

ヴァールブルクの戦いの重要性には、様々な国民の記憶の間で違いがある。プロイセンの歴史記述は、この戦いに大きな意味を与えず、「会戦」（Schlacht）の代わりにただ「遭遇戦」（Treffen）と呼んでいる。そのため、しばしば「ヴァールブルクの（小規模な）戦闘（Gefecht）」といった記述が見受けられる。しかし現在では、ヴァールブルクで発生した様々な出来事の意義については様々な見解がある。
イギリスの文献においてこの戦いは、特にイギリス軍が果たした大きな役割によって遥かに注目されている。
イギリス騎兵隊の攻撃に際し、グランビー侯は近衛騎兵連隊の先頭に立った。全力疾走の最中、彼の帽子が落ちたといわれている。中将はそれに構わず、禿げた頭部を晒して戦いに馳せ参じた。現在もなお残る英語の言い回し、「go bold-headed」（「禿げた頭で進む」＝「がむしゃらにぶつかっていく」）はこれに由来するという。
イギリス国王ジョージ2世は、画家のジョシュア・レイノルズにグランビー侯の肖像画の作成を依頼した。1765年にレイノルズが絵を完成させると、それはセント・ジェームズ宮殿の、若い士官が毎朝王妃に拝謁するため集まる控えの間に飾られた。そして、今日でも同じ場所にある。この絵でグランビー卿は、連隊長を務めていた近衛騎兵連隊の制服を身に纏い、乗馬の前に立っている。そして全く意図的に、ヴァールブルクで攻撃を率いた時と同じく帽子を被らず、禿頭を晒す鬘を身に着けた姿で描かれている。
ウィリアム・メイクピース・サッカレーはその小説、『バリー・リンドンの幸運』において、ある展開の舞台にヴァールブルクとその周辺を選んだ。そこで彼はこの戦い自体に、文学的な装飾を施している。1975年、スタンリー・キューブリック監督はアカデミー賞受賞作となった映画、『バリー・リンドン』でこの小説に脚色を加えた。他の様々なシーンと同様に、この戦いと主人公のヴァールブルク滞在をも自由に再現したのである。

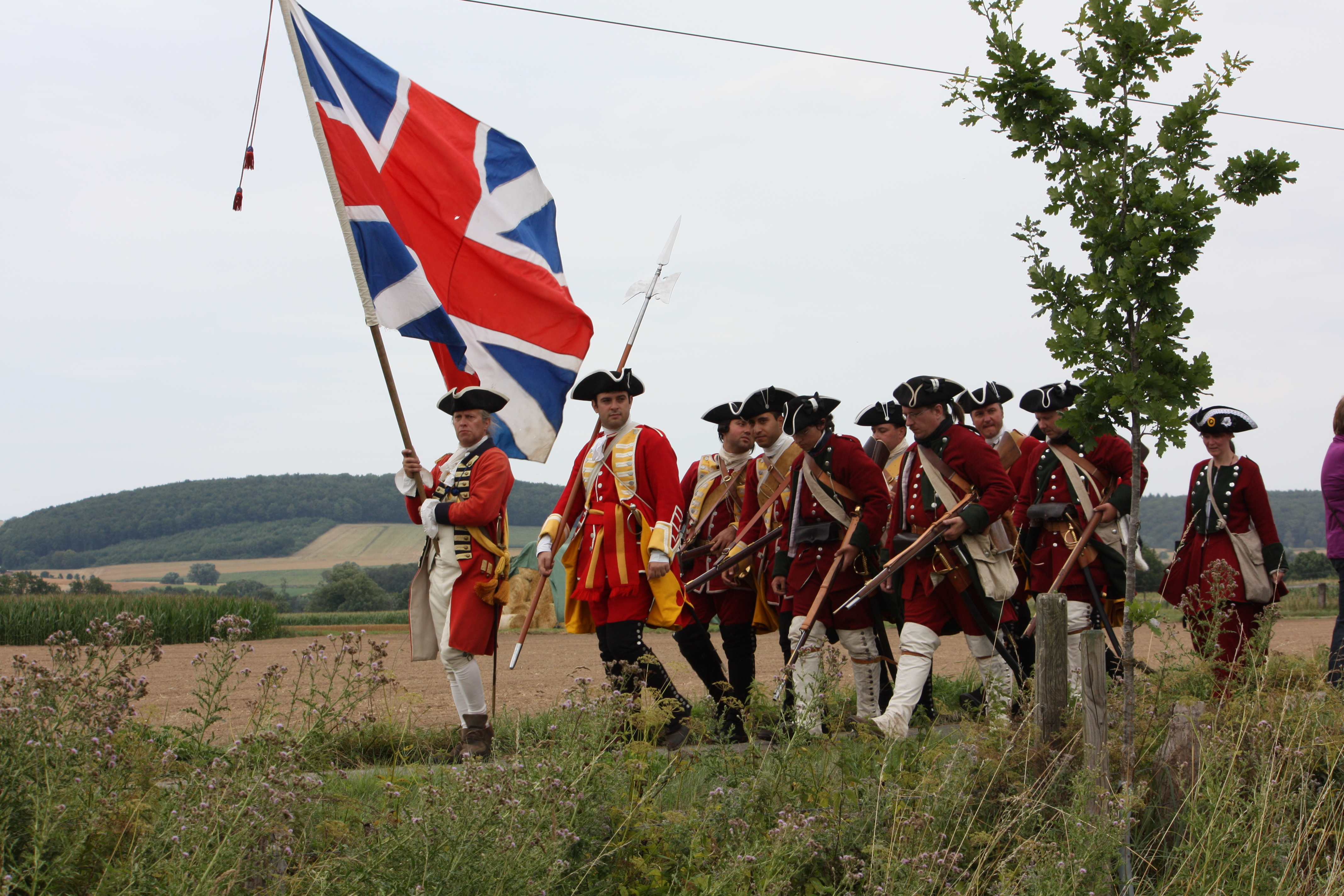
2010年に行われたヴァールブルクの戦い250周年を記念するリエナクトメント。

2010年7月31日、この戦いから250周年を記念し、歴史的な戦場の一部であったハインベルクで大規模なリエナクトメントが開催され、戦闘の情景が再現された。これを主導したのは「オッセンドルフ射撃協会所に属する伝統的砲兵隊」（Historischen Kanoniere des Ossendorfer Schützenvereins）である。このリエナクトメントにおける再現劇とは異なり、史実では戦いにプロイセン軍の部隊は参加していない。
またオッセンドルフのハインベルクハレでは、展示会が開かれた。「オッセンドルフ射撃協会」は、記念誌を発行している。

## 文献
- Harald Kindel: Der Siebenjährige Krieg und das Hochstift Paderborn – Ferdinand Herzog von Braunschweig auf dem französisch-englischen Kriegsschauplatz im Westen. Paderborn 1974 (= Heimatkundliche Schriftenreihe 5/1974).
- ハンス・フォン・ガイザウ（ドイツ語版）: Gedenkschrift anläßlich des 200. Jahrestages der Schlacht bei Warburg am 31. Juli 1760 – Quellen und Studien zur Geschichte des Siebenjährigen Krieges in Warburg und Umgebung. Junfermann-Verlag, Paderborn 1961.
- Großer Generalstab: Geschichte des Siebenjährigen Krieges in einer Reihe von Vorlesungen, mit Benutzung authentischer Quellen. Teil IV, Berlin 1834. (books.google.de)
- Großer Generalstab / Kriegsgeschichtliche Abteilung (出版): Der Siebenjährige Krieg 1756–1763. Band 12: Landeshut und Liegnitz. Verlag Ernst Siegfried Mittler & Sohn, Berlin 1914 (= Die Kriege Friedrichs des Großen. Theil 3).
- Joseph Schüngel: Warburg im Siebenjährigen Kriege、J. Hense (出版): Jahresbericht über das Gymnasium zu Warburg. Warburg 1887, P. 3–17所収。
- Georg Friedrich von Tempelhof: Geschichte des Siebenjährigen Krieges in Deutschland zwischen dem Könige von Preußen und der Kaiserin Königin mit ihren Alliierten. Band 4, Berlin 1789. (books.google.de)
- Richard Waddington: La guerre de Sept Ans – Histoire diplomatique et militaire. Band 4, Firmin-Didot, Paris 1907.
- Philipp von Westphalen: Geschichte der Feldzüge des Herzogs Ferdinand von Braunschweig-Lüneburg. Band 3, Verlag der königlichen geheimen Ober-Hofbuchdruckerei, Berlin 1871.
- Christoph Kühne: Der Krieg und das Land. Historisch-archäologische Untersuchungen zur Schlacht bei Warburg von 1760. Ein Vorbericht、Archäologie in Ostwestfalen 12, 2014, P. 59-72, ISBN 978-3-89534-902-7 所収。
- Siegfried Thews: Die Schanze bei Ossendorf – eine Feldbefestigung der Truppen des Herzogs von Braunschweig (1760). Eine Bestandsaufnahme、 Archäologie in Ostwestfalen 12, 2014, P. 73-77. ISBN 978-3-89534-902-7 所収。